# Un héros moderne
Pour plus de détails, voir Fiche technique et Distribution.
Un héros moderne (A Modern Hero) est un film américain réalisé par Georg Wilhelm Pabst, sorti en 1934.

## Synopsis
Au début du XXe siècle, lorsqu'un cirque vient s'installer à Pentland, dans l'Illinois, la jeune Joanna Ryan est séduite par le cavalier Pierre Radier. Malgré son habileté physique, il est insatisfait de la vie qu'il mène et tombe amoureux de Joanna. Sa mère, la star manchote du cirque Madame Azais, le met en garde contre l'amour. Elle lui raconte qu'elle a perdu son bras à cause d'un léopard parce qu'elle était distraite par son amour pour son père. Elle conseille à Pierre d'agir en fonction de ses ambitions et de son désir de richesse. Le père ivre de Joanna confronte l'amoureux avec la nouvelle de la grossesse de Joanna puis meurt dans un accident. Pierre propose d'épouser Joanna mais elle veut la stabilité sédentaire de la vie dans une petite ville et épouse Elmer Croy. Ce dernier n'ignore pas l'état primigeste de son épouse et Pierre lui donne de l'argent pour l'entretien de l'enfant.
La tante de Joanna, Clara, fait en sorte que Pierre puisse voir son fils nouveau-né et lui présente son amie, la riche veuve Leah Ernst. Prévoyant d'ouvrir un magasin de vélos avec son ami Henry Mueller, Pierre emprunte de l'argent à Leah et devient son amant. Le magasin est un succès et les deux associés se lancent bientôt dans le secteur émergent de l'automobile, trouvant un soutien enthousiaste en Homer Flint, l'homme le plus riche de l'État. Pendant ce temps, de peur de perdre Pierre, Leah demande conseil à Madame Azais, devenue voyante, sans savoir qu'elle est la mère de Pierre. Madame Azais prévient Leah qu'elle ne pourra pas retenir Pierre, car aucune femme n'a jamais été aussi importante pour lui que lui-même.
Dans sa quête de réussite financière et sociale, Pierre américanise son nom en Paul Rader et devient l'associé de Flint, poussant Henry à suivre sa propre voie. Sur le chemin d'un country club, Paul demande en mariage la fille de Flint, Hazel, plus pour servir ses propres ambitions que par amour. Au club, un jeune garçon lui propose d'être son caddie et Paul découvre que le garçon n'est autre que le fils de Joanna Ryan. Marié mais sans enfant, Paul propose de l'adopter, ce que Joanna refuse catégoriquement. Elle l'autorise toutefois à financer l'éducation de son fils dans un pensionnat d'élite lorsqu'il sera plus âgé. Elle craint que Paul ne gâte son fils, qui ignore encore sa filiation.
En 1922, Paul accompagne le garçon à l'école et s'arrête à New York, où il entame une liaison avec une autre femme riche, Lady Claire Benston. Désireux d'obtenir une totale indépendance financière vis-à-vis de Flint, Paul confie toute sa fortune à un spéculateur boursier. Pierre, le fils de Joanna, devenu un jeune homme, passe Noël sur la Côté-Est avec Paul et rentre ivre après une soirée en ville. Mettant en garde Pierre contre les dangers de l'alcool quand on l'a dans le sang, Paul lui révèle qu'il est son père biologique. Les deux hommes envisagent un avenir dans les affaires ensemble. Pendant ce temps, Hazel, désemparée, trouve le testament de Paul qui laisse tout à son fils.
En 1929, tout s'écroule lorsque la spéculation boursière éclate et Lady Benston ne veut plus rien savoir de Paul, le traitant de paysan. Pierre est tué au volant d'une nouvelle voiture que lui a offerte son père. Lorsqu'il apporte le corps de Pierre à la famille en deuil, Joanna refuse de lui serrer la main. Paul quitte Hazel, qui pleure en disant qu'elle est heureuse que Pierre soit mort. Ruiné et le cœur brisé, Paul cherche sa mère. Bien qu'elle soit âgée et vive dans la pauvreté, elle lui dit qu'il est libéré du sang de son père et qu'il a enfin appris ce qui est réel.
Ils peuvent prendre un nouveau départ en Europe.

## Fiche technique
- Titre original : A Modern Hero
- Titre français : Un héros moderne
- Réalisation : Georg Wilhelm Pabst
- Scénario : Gene Markey et Kathryn Scola d'après Louis Bromfield
- Costumes : Orry-Kelly
- Photographie : William Rees
- Musique : Heinz Roemheld
- Société de production : Warner Bros.
- Pays d'origine : États-Unis
- Format : Noir et blanc - 1,37:1 - Mono
- Genre : drame
- Date de sortie : 1934

## Distribution
- Richard Barthelmess : Pierre Radier alias Paul Rader
- Jean Muir : Joanna Ryan Croy
- Marjorie Rambeau : Mme Azais
- Verree Teasdale : Lady Claire Benston
- Florence Eldridge : Leah Ernst
- Dorothy Burgess : Hazel Flint Radier
- Hobart Cavanaugh : Henry Mueller
- Arthur Hohl : Homer Flint
- Theodore Newton : Elmer Croy
- J. M. Kerrigan : Mr Ryan
- Richard Tucker : Mr Eggelson
- Parmi les acteurs non crédités :
- Howard C. Hickman : Dr McPherson
- George Reed : le majordome de Paul
- Lester Dorr : le chauffeur de Flint
- Louise Beavers : la femme de ménage d'Azais
- Theresa Harris : la femme de ménage de Leah
- Betty Boyd : une invitée à la fête
- Bill Elliott : le joueur de bridge